# Saturnia daubi
Saturnia daubi är en fjärilsart som beskrevs av Standfuss 1892. Saturnia daubi ingår i släktet Saturnia och familjen påfågelsspinnare. Inga underarter finns listade.